# Linia kolejowa nr 309

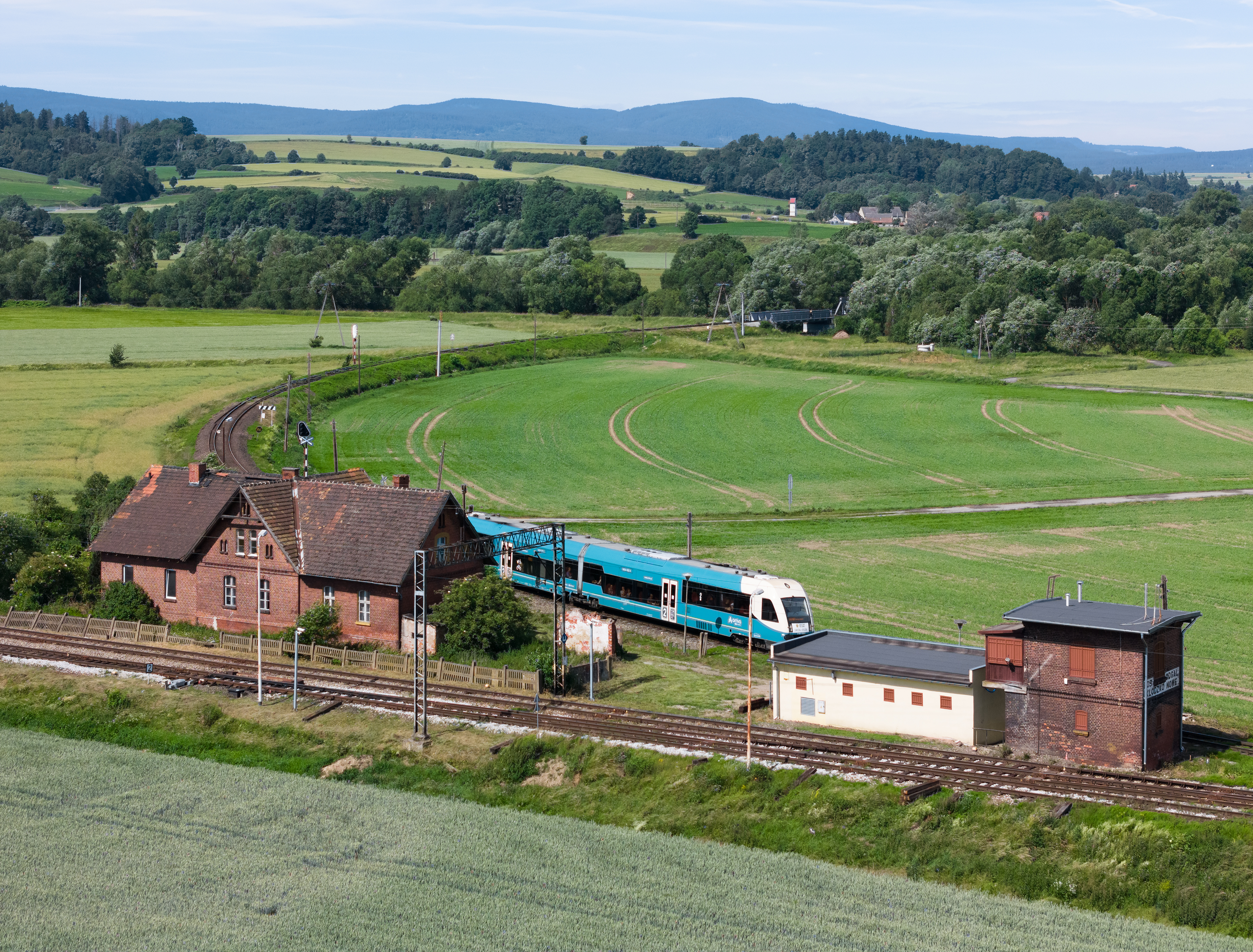
Posterunek odgałęźny Kłodzko Nowe oddzielający linię kolejową nr 276 od linii kolejowej nr 309

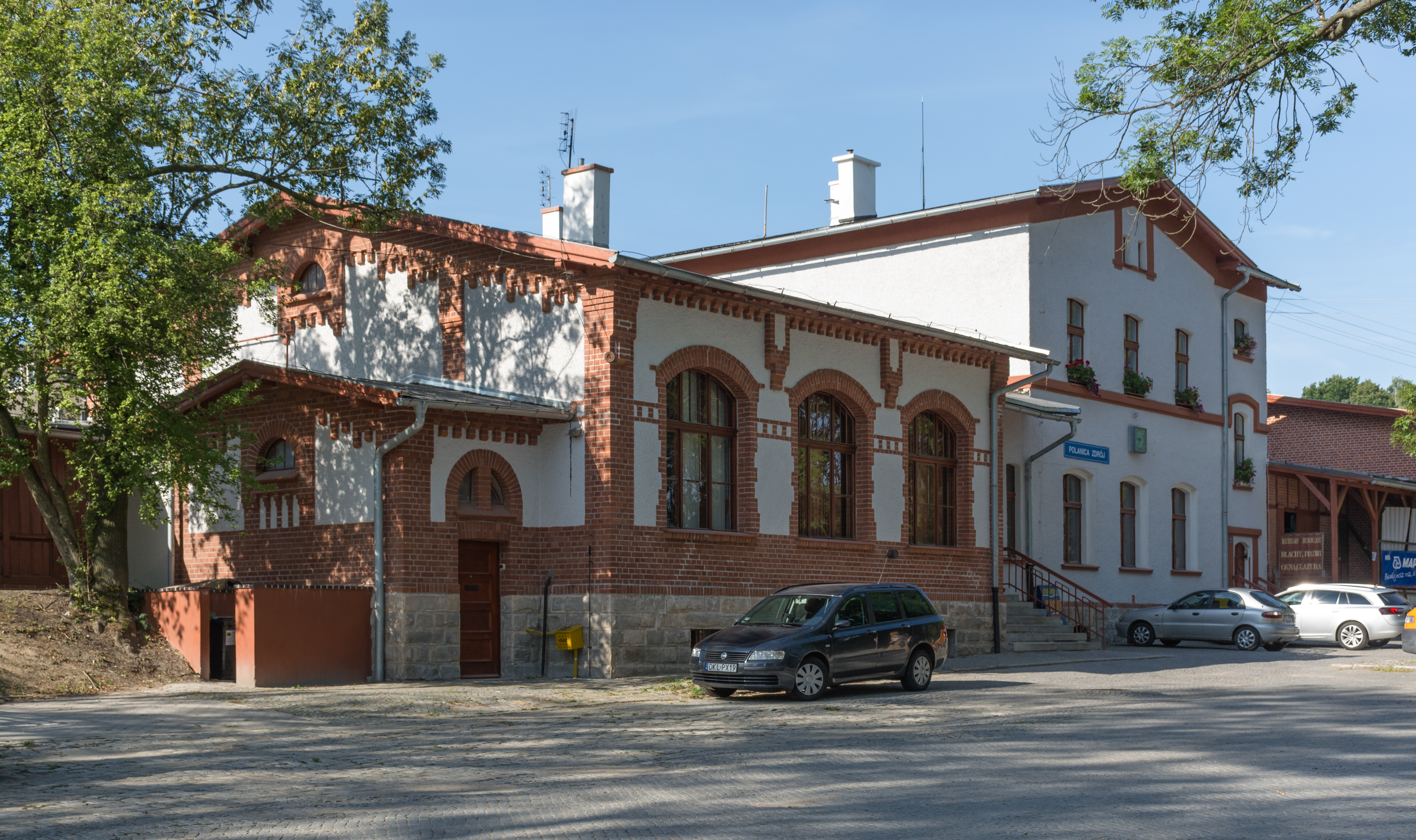
Stacja kolejowa w Polanicy-Zdroju

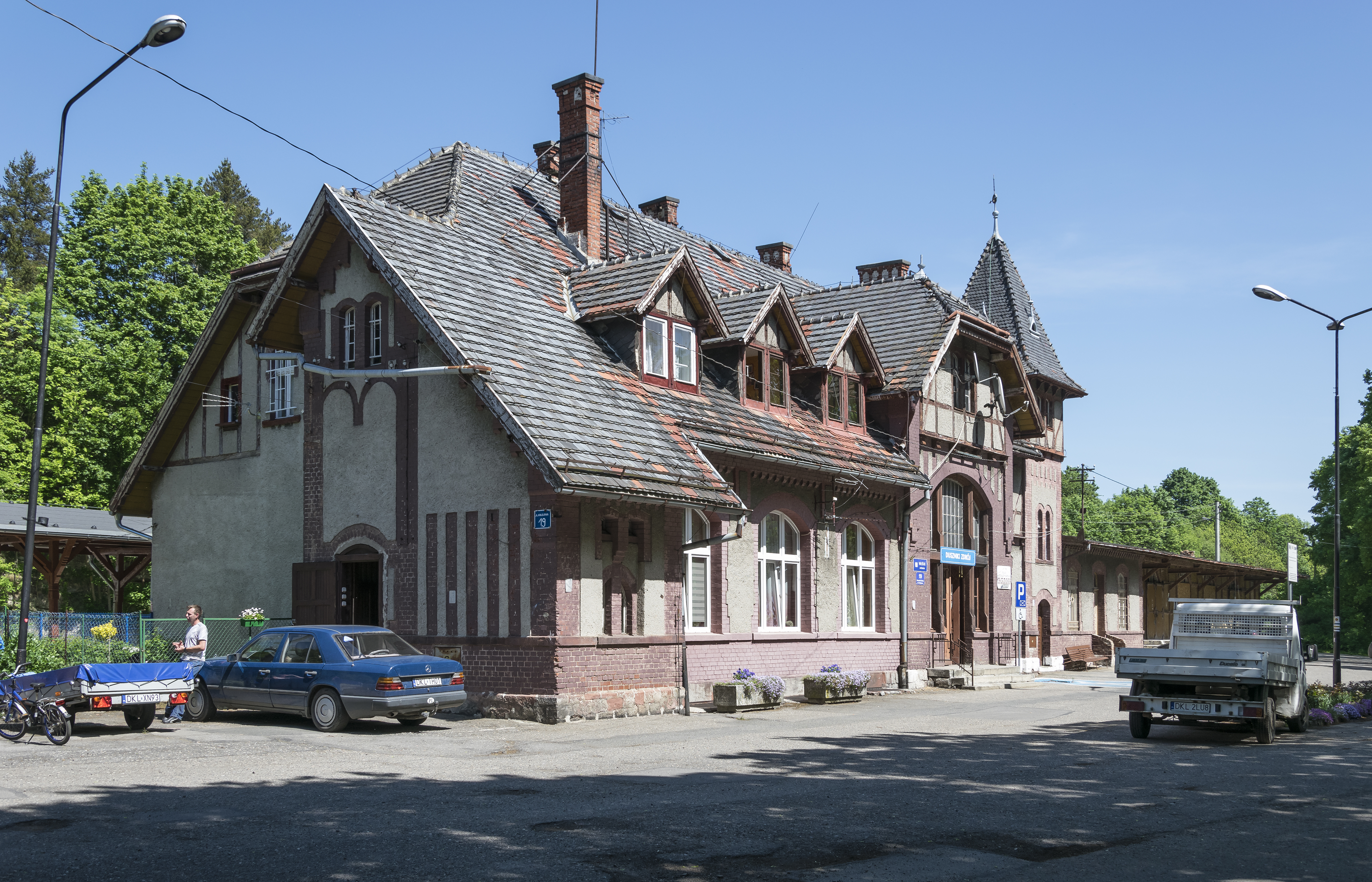
Stacja kolejowa w Dusznikach-Zdroju

Linia kolejowa nr 309 – linia kolejowa znaczenia państwowego łącząca posterunek odgałęźny Kłodzko Nowe ze stacją Kudowa Zdrój.

## Charakterystyka techniczna
- Kategoria linii: znaczenia miejscowego
- Klasa linii:
  - B2 na całej długości
- Liczba torów[3]:
  - jednotorowa na całej długości
- Sposób wykorzystania: ruch pasażerski
- Elektryfikacja: brak
- Szerokość toru: normalnotorowa (1435 mm)
- Przeznaczenie linii: pasażersko-towarowa

| odcinek linii | odcinek linii | pociągi towarowe | pociągi pasażerskie | autobusy szynowe |
| km pocz.      | km końca      | pociągi towarowe | pociągi pasażerskie | autobusy szynowe |
| ------------- | ------------- | ---------------- | ------------------- | ---------------- |
| 0             | 3,200         | 30               | 30                  | 30               |
| 3,200         | 8,200         | 50               | 50                  | 50               |
| 8,200         | 14,200        | 30               | 30                  | 30               |
| 14,200        | 22,300        | 45               | 45                  | 45               |
| 22,300        | 22,480        | 40               | 40                  | 40               |
| 22,480        | 23,710        | 50               | 50                  | 50               |
| 23,710        | 27,780        | 60               | 60                  | 60               |
| 27,780        | 36,840        | 50               | 50                  | 50               |
| 36,840        | 40,126        | 60               | 60                  | 60               |

## Historia
Jedną z najważniejszych inwestycji w powiecie kłodzkim była trasa kolejowa wiodąca z Kłodzka do Kudowy-Zdroju, z możliwością przedłużenia do czeskiego Náchodu.
Prace przy budowie tej linii trwały bardzo długo (blisko 20 lat) ze względu m.in. na trudne warunki terenowe. Jako pierwszy uruchomiono odcinek do Szczytnej (1886–1890). Następnie 1 grudnia 1902 otwarto odcinek do Dusznik. Do Kudowy-Zdroju kolej dotarła 10 lipca 1905 r.
Do czasu zakończenia obsługi linii przez parowozy, na stacji Lewin Kłodzki odbywało się nawadnianie parowozów, co wynikało z małej wydajności kudowskiego ujęcia wody.
W latach 1945–1948 istniało przedłużenie linii do czeskiego Náchodu, które ze względów militarnych zbudowali Niemcy. Ruch pasażerski na tej trasie nigdy nie funkcjonował. W 1948 roku (według innych źródeł w 1947) oddział wojska z Pardubic zdemontował torowisko oraz rozsypujący się drewniany most graniczny nad rzeką Metuje, przypieczętowując tym samym koniec połączenia międzygranicznego.
W latach 90. XX w., oprócz pociągów osobowych relacji Kudowa–Kłodzko, kursowały całoroczne pociągi pospieszne do:
- Warszawy Wschodniej (przez Ostrów Wlkp., Łódź),
- Gdyni Głównej (przez Poznań, Bydgoszcz),
- Lublina (przez Katowice, Kielce).

Po roku 2000, ze względu na pogarszający się stan techniczny linii, zaczęto stopniowo ograniczać liczbę połączeń, zarówno osobowych, jak i pospiesznych.
1 kwietnia 2006 roku, równocześnie z zamknięciem linii z Kłodzka do Wałbrzycha, zawieszono kursowanie pociągów z Kłodzka do Kudowy-Zdroju. Po akcji protestacyjnej samorządowców z powiatu kłodzkiego oraz gmin powiatu, obejmującej liczne monity oraz pikietę przed urzędem marszałkowskim we Wrocławiu, z początkiem czerwca 2006 r. połączenia wznowiono.
W trakcie prac nad regulaminem udostępniania tras przewoźnikom w rozkładzie jazdy 2008/2009 zarządca infrastruktury ograniczył planowaną prędkość na linii Kłodzko – Kudowa-Zdrój oraz Jelenia Góra – Szklarska Poręba Górna do 0 km/h, co uniemożliwiłoby przewoźnikom prowadzenie po tych trasach ruchu pociągów. Takie plany wywołały stanowczy protest samorządu wojewódzkiego oraz Dolnośląskiej Organizacji Turystycznej. Sprzeciw argumentowano między innymi statystykami DOT, z których wynikało, że ponad 21 tysięcy osób rocznie – blisko 10% wszystkich turystów odwiedzających uzdrowiska powiatu kłodzkiego (Polanicę, Duszniki i Kudowę-Zdrój) – dojeżdża do celu koleją. Podczas wizyty w Warszawie dolnośląski marszałek obiecał, że pieniądze na remont obu linii zostaną zabezpieczone w Regionalnym Programie Operacyjnym dla województwa dolnośląskiego na lata 2007–2013. Jednocześnie ze strony PKP Polskich Linii Kolejowych padło zapewnienie, że ruch na trasach nie zostanie wstrzymany. Pomiędzy 20 października a 3 listopada 2008 r. przeprowadzono na linii doraźne prace remontowe, podczas których zamiast pociągów kursowała komunikacja zastępcza. Po zakończeniu robót torowych pociągi powróciły na linię.
Ostatni pociąg dalekobieżny kursował do grudnia 2009 roku. Był to pociąg pośpieszny Karkonosze relacji Kudowa-Zdrój – Wrocław Główny, gdzie był dołączany do składu relacji Szklarska Poręba – Warszawa Wsch./Białystok.
Od 15 marca 2010 roku z uwagi na zbyt niską prędkość szlakową (20 km/h) pociągi przestały kursować. Zastąpiono je komunikacją autobusową.
Pod koniec 2012 roku PKP PLK rozpoczęły rewitalizację linii, obejmującą m.in. kompletną wymianę torowiska na odcinku Duszniki – Kudowa i dostosowanie peronów dla potrzeb osób niepełnosprawnych (na stacjach w Polanicy, Dusznikach i Kudowie-Zdroju). 9 czerwca 2013 wznowiono ruch na odcinku Kłodzko Nowe – Polanica-Zdrój. Na pozostałej części trasy ruch został wznowiony 15 grudnia 2013 roku.
W lutym 2025, po przeprowadzeniu trwających od września 2024 prac remontowych oraz odbudowie odcinka zniszczonego przez powódź w 2024 roku, prędkość pociągów została  podniesiona z 60-80 km/h do 120 km/h na wybranych odcinkach w rejonie Kłodzka. 

## Ruch pociągów
Od 9 czerwca 2013 r. ruszyły przewozy Kolei Dolnośląskich na odcinku Kłodzko Nowe – Polanica-Zdrój, natomiast 15 grudnia 2013 r. na odcinku Polanica-Zdrój – Kudowa-Zdrój. PKP Intercity uruchomiło swoje pociągi (sezonowe TLK „Rozewie” w relacji Gdynia Gł. – Kudowa-Zdrój – Gdynia Gł. oraz TLK „Śnieżka” w relacji Warszawa Wsch. – Kudowa-Zdrój – Warszawa Wsch.) od 26 czerwca 2015 r.